# Rumsko (przystanek kolejowy)
Rumsko – nieistniejący przystanek osobowy w Rumsku, w województwie pomorskim, w Polsce.